# Jean-Charles de Borda
Jean-Charles de Borda, francoski matematik, vojaški inženir, fizik, mornar in politolog, * 4. maj 1733, Dax, departma Landes, Francija, † 19. februar 1799, Pariz, Francija.
Borda je leta 1756 napisal Mémoire sur le mouvement des projectiles, zaradi česar so ga izvolili v Francosko akademijo znanosti leta 1764.
Bil je med ustanovnimi člani Urada za dolžine (Bureau des longitudes) leta 1795.